# Louis-Antoine-François de Marchangy
Louis-Antoine-François de Marchangy (25 août 1782, Saint-Saulge - 2 février 1826, Paris) est un homme de lettres et homme politique français.

## Biographie
Fils d'un huissier, il fait de bonnes études classiques et est choisi par le directoire du département de la Nièvre pour être envoyé comme boursier à l'école de législation de Paris. Reçu avocat, il entre dans la magistrature et devient juge-suppléant au tribunal de première instance de Paris en 1808, puis substitut du procureur impérial près le tribunal de la Seine on 1810.
En 1813, il publie les deux premiers tomes de l'ouvrage qui devait le plus contribuer à sa réputation d'écrivain : la Gaule poétique ou l'Histoire de France considérée dans ses rapports avec la poésie, l'éloquence et les beaux-arts.
Marchangy fait partie, en 1818, du conseil privé du comte d'Artois.
Fervent royaliste, il en est élu en 1823, avec l'appui des ultra-royalistes, comme député du département du Nord. À la Chambre, il prend place avec l'extrême droite. Réélu, le 25 février 1824, dans le premier collège du Haut-Rhin (Altkirch).
Il est un ami du comte de Vaublanc 

## Publications
- La Gaule poétique ou l'Histoire de France considérée dans ses rapports avec la poésie, l'éloquence et les beaux-arts (1813)
- Bonheur de la campagne, poème en quatre chants
- Siège de Dantzig en 1813 (1814)
- Mémoires historiques pour l'ordre souverain de Saint-Jean de Jérusalem (1816)
- Tristan le voyageur, ou la France au quatorzième siècle (1825–1826)